# 東明大寺町
東明大寺町（ひがしみょうだいじちょう）は、愛知県岡崎市の町名である。丁番を持たない単独町名である。

## 地理
岡崎市のほぼ真ん中に位置する。主に住宅地を形成している。

### 小字
| - 1 - 2 - 3 - 6 - 7 - 8 - 9 - 10 | - 11 - 12 - 13 - 15 - 16 - 17 - 45 |

## 世帯数と人口
2019年（令和元年）5月1日現在の世帯数と人口は以下の通りである。
| 町丁       | 世帯数  | 人口  |
| ---------- | ------- | ----- |
| 東明大寺町 | 212世帯 | 460人 |

### 人口の変遷
国勢調査による人口の推移
| 1995年（平成7年）  | 417人 | [ 6 ]  |  |
| 2000年（平成12年） | 430人 | [ 7 ]  |  |
| 2005年（平成17年） | 475人 | [ 8 ]  |  |
| 2010年（平成22年） | 435人 | [ 9 ]  |  |
| 2015年（平成27年） | 428人 | [ 10 ] |  |

## 小・中学校の学区
市立小・中学校に通う場合、学区は以下の通りとなる。
| 番・番地等 | 小学校             | 中学校             |
| ---------- | ------------------ | ------------------ |
| 全域       | 岡崎市立三島小学校 | 岡崎市立竜海中学校 |

## 歴史
額田郡明大寺村を前身とする。
- 1988年（昭和63年）5月21日 - 竜美ヶ丘土地区画整理組合の事業により、明大寺町及び大西町の一部が独立し東明大寺町となった。1989年竜美ヶ丘土地区画整理組合解散[1]。

## 施設

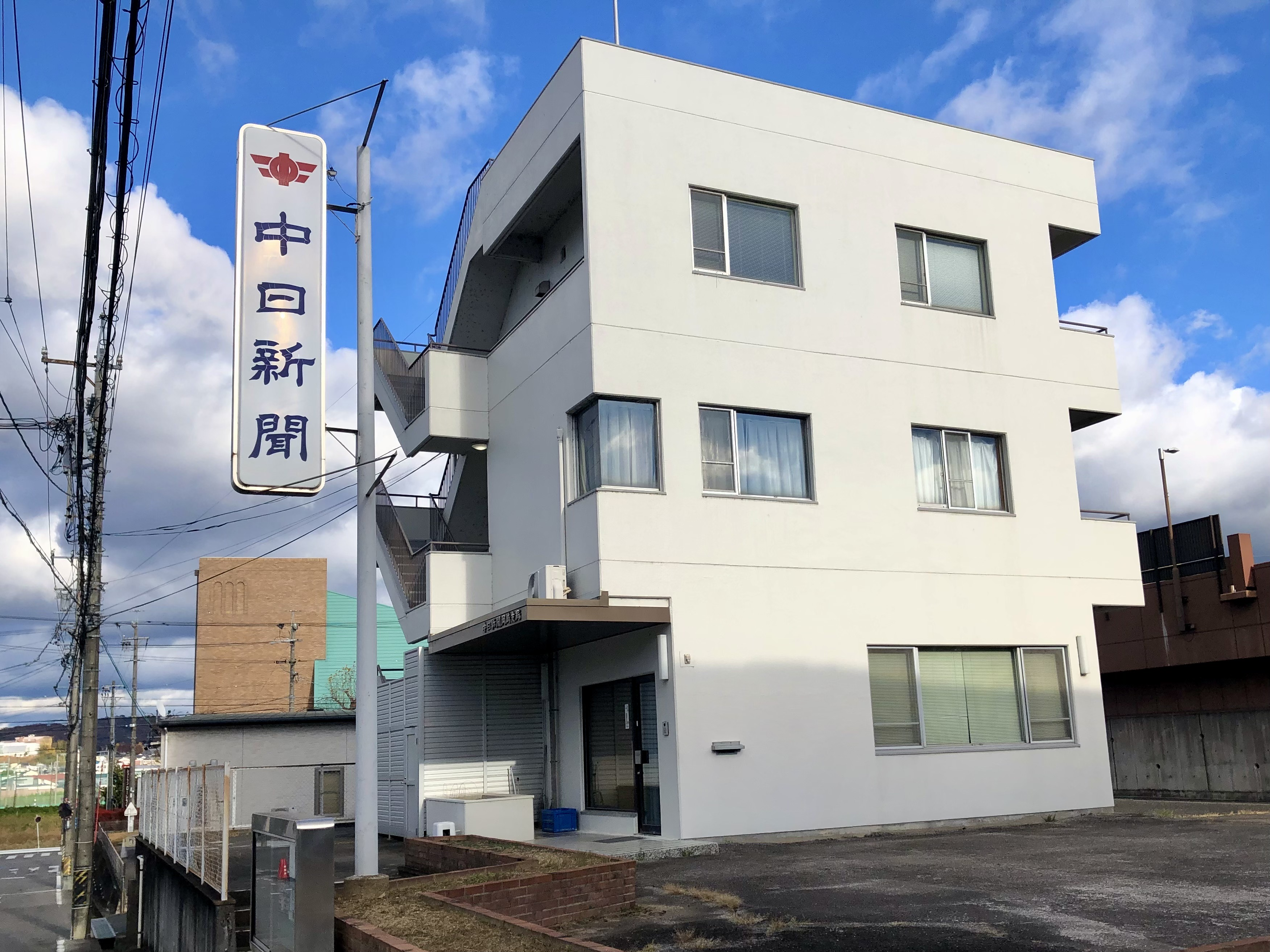
中日新聞社岡崎支局

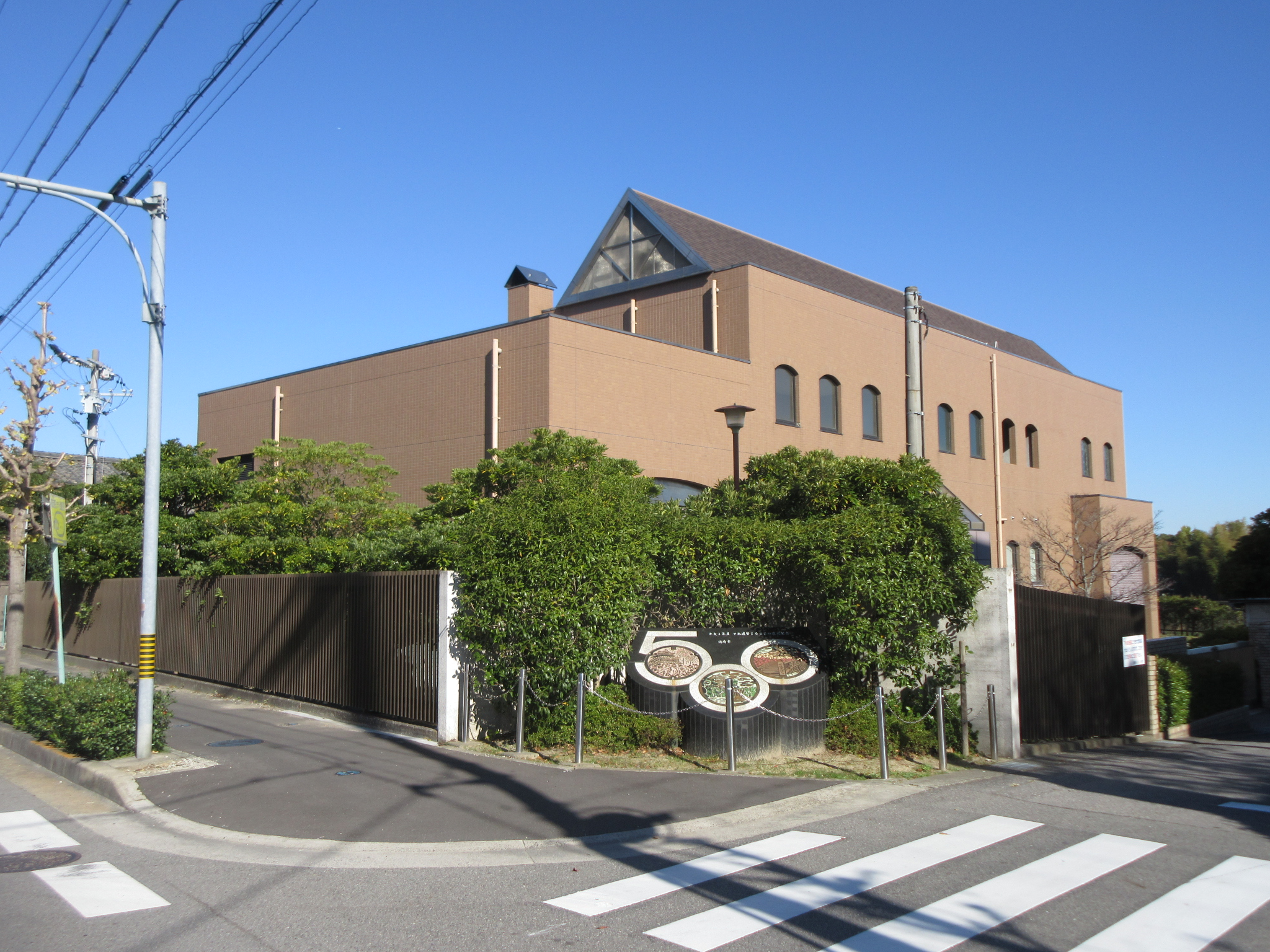
吹矢中継ポンプ場

- 岡崎市竜美丘会館
- 吹矢中継ポンプ場
- 中平地公園
- 竜美丘ガーデンプレイス
  - サンマルク岡崎竜美丘店
  - ユニクロ岡崎竜美丘店
  - 無印良品岡崎竜美丘店
  - WORK STUDIO
- ドミー竜美丘店
- 酒ゃビック東岡崎店
- ステーキガスト岡崎竜美ヶ丘店
- auショップ岡崎竜美丘
- ノーリツ岡崎ショールーム
- 中日新聞社岡崎支局

## 交通
鉄道
- 名鉄名古屋本線
  - 通過のみである

バス
- 名鉄バス
  - 竜美丘・日名町線

道路
- 都市計画道路岡崎一色線[12][13]
  - 竜美丘会館通り

## その他

### 日本郵便
- 郵便番号 : 444-0863[4]（集配局：岡崎郵便局[14]）。

## 参考資料
- 「角川日本地名大辞典」編纂委員会 編『角川日本地名大辞典 23 愛知県』角川書店、1989年3月8日。ISBN 4-04-001230-5。
- 有限会社平凡社地方資料センター 編『日本歴史地名体系第23巻 愛知県の地名』平凡社、1981年。ISBN 4-582-49023-9。